# Falus Ferenc (orvos)
Falus Ferenc (Budapest, 1950. július 23. – Budapest, 2022. június 2.) magyar orvos, tüdőgyógyász, egészségügyi menedzser, országos tisztifőorvos (2007–2010), kórházigazgató. Az Együtt-PM főpolgármester-jelöltje a 2014-es önkormányzati választáson.

## Életpályája
Az egyetem első két évét Moszkvában végezte, majd 1975-ben diplomázott a Semmelweis Orvostudományi Egyetem Általános Orvosi Karán. Szakvizsgáját 1979-ben szerezte tüdőgyógyászatból. Később elvégezte a Budapesti Közgazdaságtudományi Egyetem egészségügyi menedzser szakát és az Eötvös Loránd Tudományegyetemen jogi tanulmányokat folytatott, de a szakdolgozatát nem írta meg.
Dolgozott mentőorvosként az Országos Mentőszolgálatnál (OMSZ), majd tüdőgyógyászként az Országos Korányi TBC és Pulmonológiai Intézetben. Később a Semmelweis Orvostudományi Egyetem Pulmonológiai Klinikájának osztályvezető egyetemi adjunktusa lett. Az 1990-es években az amerikai kézben lévő Harris Egészségügyi Szolgálat ügyvezetőjeként tevékenykedett, majd 1994-ben a cég többségi tulajdonosa lett. 1995-ben az Állami Számvevőszék jelentése kifogásolta, hogy a Harris debreceni leányvállalata nem tudta igazolni, hogy az OEP-től kapott több millió forintos támogatást betegápolásra költötték. Később az országgyűlés vizsgálóbizottsága kiderítette, hogy a cég a Horn-kormánytól és a Soros Alapítványtól is kapott támogatást.
1995-ben az újonnan alakult Magyarországi Otthonápolási és Hospice Egyesület első elnöke lett. 2001 decemberétől 2007-ig a Fővárosi Önkormányzat Nyírő Gyula Kórház főigazgatójaként tevékenykedett, ahol létrehozta az ország első játékszenvedély-betegeket gyógyító osztályát.
Az Állami Népegészségügyi és Tisztiorvosi Szolgálat (ÁNTSZ) vezetését 2007. február 1-től látta el. 2010. július 7-i hatállyal bizalomhiány és az ÁNTSZ működésével kapcsolatos problémák miatt felmentették tisztségéből. Azóta két családi vállalkozásból élt.
Angolul és oroszul beszélt. Nős, két gyermek édesapja.

## Politikai szerepvállalása
2012-ben a Haza és Haladás Egyesület alapítói között szerepelt, amely egyesület az Együtt 2014 párt egyik alapító szervezete. A 2014-es országgyűlési választás kampányában vidéki fórumokon jelent meg az Együtt-PM színeiben.
2014 nyaráig a szocialista párt tagja volt. Az októberre kitűzött önkormányzati választáson az Együtt-PM II. kerületi polgármesterként indította volna, de augusztus 4-én a baloldali ellenzéki pártok – az MSZP, a DK és az Együtt-PM – képviselői bejelentették, hogy a közös jelöltjük Falus Ferenc lesz Tarlós István ellen a budapesti főpolgármesteri tisztségért. Később Horváth Csaba (MSZP) cáfolta, hogy ez már végleges megállapodás lenne. A három párt képviselői – köztük Molnár Csaba – augusztus 15-én mutatták be Falus Ferencet közös főpolgármester-jelöltként és Tarlós kihívójaként.
Augusztus 25-én feltöltött az internetre egy videót, melyen csatlakozott a nemzetközi karitatív „jegesvödör-kihíváshoz” (Ice Bucket Challenge). A jelenet széles körű kritikát kapott a jobb- és baloldali sajtóban egyaránt. A videóért egyik jelölő párt sem vállalta a felelősséget.
Augusztus 26-án, az Indexnek adott interjújában az alkalmasságára vonatkozó kérdésre annyit mondott: azért ő a legalkalmasabb, mert ő „az első, akit a három demokratikus párt egységesen támogat”. A riportban kifejtette, hogy nincs szüksége kommunikációs tréningre, sem személyiségfejlesztésre, majd elmondta, hogy a szociális érzékenység jellemzi őt a leginkább, és egy strapabíró, nagyon kedves, nagyon unalmas, nem okos lóhoz hasonlította magát.
2014. szeptember 5-én hirdette meg a programját, melyben a „súlytalanság helyett az ellensúly szerepét” szánja a fővárosnak. A programjában Budapesti Fejlesztési Központot hozna létre, térfigyelő kamerákat és ingyen wifit telepítene a közterületekre, segítené a hajléktalanokat és a romákat. A közlekedés fejlesztése érdekében a 3-as metróhoz új kocsikat vásárolna, a 4-est meghosszabbítaná a Bosnyák térig, illetve a budaörsi virágpiacig, ezenkívül felújítaná a Petőfi és a Lánchidat, és egy újabb hidat is építene, valamint szélvédetté tenné a villamos- és buszmegállókat. A programban foglaltak finanszírozására nem tért ki még újságírói kérdésre sem.
Miután lemondta a Republikon Intézet által szeptember 25-re szervezett ellenzéki főpolgármester-jelölti vitát, és 26-án a Facebook oldalára kiírta, hogy „Én vagyok az egyetlen, akit három párt támogat. (...) Én vagyok az egyetlen, aki Tarlós Istvánt akarja legyőzni”, a következő munkanapon, 29-én sajtótájékoztatón jelentette be, hogy visszalép a jelöltségtől.

## Halála
Falus Ferenc 2022. május 27-én szívinfarktust kapott. A budapesti Szent János Kórházba szállították, ahol 2022. június 2-án hajnalban elhunyt. 2022. június 8-án, zsidó szertartás keretében helyezték végső nyugalomra a Kozma utcai izraelita temetőben.